# Lake Joyce
Lake Joyce ist ein See im ostantarktischen Viktorialand. Im Pearse Valley liegt er an der Nordflanke des Taylor-Gletschers. Der See ist 800 m lang, bis zu etwa 43 m tief und von einer mehr als 6,5 m dicken Eisschicht überzogen.
Teilnehmer einer von 1963 bis 1964 dauernden Kampagne im Jahr der neuseeländischen Victoria University’s Antarctic Expeditions erkundeten ihn und benannte ihn nach dem britischen Polarforscher Ernest Joyce (1875–1940), Teilnehmer der Discovery-Expedition (1901–1904), der Nimrod-Expedition (1907–1909) und der Ross Sea Party bei der Endurance-Expedition (1914–1917).